# Mister Santa Catarina
Mister Santa Catarina CNB é um tradicional concurso de beleza masculino do Estado de Santa Catarina, com origens datadas desde 1989. A atual disputa envia o mais belo catarinense para a escolha nacional de Mister Brasil CNB, que, sob a patente "Concurso Nacional de Beleza", envia os brasileiros mais bem colocados aos principais palcos do mundo inteiro, como: as disputas de Mister Mundo, Mister International e Manhunt Internacional. A história do concurso masculino no Estado, teve início em 1988 com coordenação de Luiz Bozzano, realizado na cidade de Itajaí, nas dependências da "Sociedade Almirante Barroso".  Ainda sob a coordenação do empresário, o atual detentor do título é Fernando Padilha, de Araranguá.

## Vencedores
Abaixo, a lista dos detentores do título estadual:
| Ano  | Nome                  | Representação      | Ref.   |
| ---- | --------------------- | ------------------ | ------ |
| 2022 | Fernando Padilha      | Araranguá          | [ 2 ]  |
| 2021 | Alisson de Liz        | Lages              | [ 3 ]  |
| 2020 | Luan Olescowc         | Joinville          | [ 4 ]  |
| 2019 | Luan Antonelli        | Araranguá          | [ 5 ]  |
| 2018 | Danthy Meirelles      | Fraiburgo          | [ 6 ]  |
| 2017 | Diogo Farias          | Imbituba           | [ 7 ]  |
| 2016 | Leonardo Silva        | Penha              | [ 8 ]  |
| 2015 | Allan Lanfredi        | Imbituba           | [ 9 ]  |
| 2014 | Diogo Bernardes       | Itajaí             | [ 10 ] |
| 2013 | Diego Novicki         | Fraiburgo          | [ 11 ] |
| 2011 | Ralph Santos          | Florianópolis      | [ 12 ] |
| 2010 | Bruno Faria           | Florianópolis      | [ 13 ] |
| 2009 | Uriel Picasso         | Balneário Camboriú | [ 14 ] |
| 2008 | Thor Schmidt          | Florianópolis      | [ 15 ] |
| 2007 | Edson Passos          | Florianópolis      | [ 16 ] |
| 2005 | Jairo Miguel          | Itajaí             | —      |
| 2004 | Márcio Régis          | Tubarão            | —      |
| 2003 | Felipe Brito          | Itajaí             | —      |
| 2002 | Roger Souza           | Balneário Piçarras | —      |
| 2001 | Olíndio Júnior        | Itajaí             | —      |
| 2000 | Whesley Santos        | Itajaí             | —      |
| 1999 | Álvaro Lucheta        | Itajaí             | —      |
| 1998 | Marcelo Sartori       | Timbó              | —      |
| 1997 | Christiano Pereira    | Brusque            | —      |
| 1996 | Diogo Francis Milioli | Balneário Camboriú | —      |
| 1995 | Alan Franco           | Balneário Camboriú | —      |
| 1994 | Márcio Simão          | Balneário Camboriú | —      |
| 1993 | Wernerson Hosang      | Itajaí             | —      |
| 1992 | Marcelo Kreeling      | Itajaí             | —      |
| 1991 | Carlos Schneider      | Itajaí             | —      |
| 1990 | Luciano Biz           | Itajaí             | —      |
| 1989 | Vanderlei Machado     | Itajaí             | —      |

### Observações
1. Não são naturalmente do Estado, os misters:
  1.  Ralph Santos (2011) é de Minas Gerais.[17]

### Conquistas por Município
| Títulos | Município          | Vitórias                                                         |
| ------- | ------------------ | ---------------------------------------------------------------- |
| 11      | Itajaí             | 1989, 1990, 1991, 1992, 1993, 1999, 2000, 2001, 2003, 2005, 2014 |
| 4       | Florianópolis      | 2007, 2008, 2010, 2011                                           |
| 4       | Balneário Camboriú | 1994, 1995, 1996, 2008                                           |
| 2       | Araranguá          | 2019, 2022                                                       |
| 2       | Fraiburgo          | 2013, 2018                                                       |
| 2       | Imbituba           | 2015, 2017                                                       |
| 1       | Lages              | 2021                                                             |
| 1       | Joinville          | 2020                                                             |
| 1       | Penha              | 2016                                                             |
| 1       | Tubarão            | 2004                                                             |
| 1       | Balneário Piçarras | 2002                                                             |
| 1       | Timbó              | 1998                                                             |
| 1       | Brusque            | 1997                                                             |

## Desempenho

### Classificações no Mister Brasil CNB
Legenda
      O candidato tornou-se Mister Brasil.
       O candidato parou na 2ª colocação.
       O candidato parou na 3ª colocação.
A tabela abaixo só abrange os candidatos com a faixa de "Santa Catarina":
| Ano  | Participação | Representante         | Representação      | Colocação              |
| ---- | ------------ | --------------------- | ------------------ | ---------------------- |
| 2023 | 17ª          | Fernando Padilha      | Araranguá          |                        |
| 2022 | 16ª          | Alisson de Liz        | Lages              | 2º. Lugar              |
| 2020 | 15ª          | Luan Olescowc         | Joinville          | Semifinalista (Top 21) |
| 2019 | 14ª          | Luan Antonelli        | Araranguá          | 2º. Lugar              |
| 2018 | 13ª          | Danthy Meirelles      | Fraiburgo          | 2º. Lugar              |
| 2017 | 12ª          | Diogo Farias          | Imbituba           | Semifinalista (Top 21) |
| 2016 | 11ª          | Leonardo Silva        | Penha              | 2º. Lugar              |
| 2015 | 10ª          | Allan Lanfredi        | Imbituba           | 4º. Lugar              |
| 2014 | 9ª           | Diogo Bernardes       | Itajaí             | 4º. Lugar              |
| 2013 | 8ª           | Diego Novicki         | Fraiburgo          | 2º. Lugar              |
| 2011 | 7ª           | Ralph Santos          | Florianópolis      |                        |
| 2010 | 6ª           | Bruno Faria           | Florianópolis      | Semifinalista (Top 12) |
| 2008 | 5ª           | Thor Schmidt          | Florianópolis      | 6º. Lugar              |
| 2007 | 4ª           | Edson Passos          | Florianópolis      | Semifinalista (Top 13) |
| 2001 | 3ª           | Marcos Teixeira       | Florianópolis      |                        |
| 2000 | 2ª           | Marcelo Sartori       | Timbó              | 2º. Lugar              |
| 1997 | 1ª           | Diogo Francis Milioli | Balneário Camboriú |                        |

### Quadro de Prêmios

#### Para Coordenadores
- Melhor Coordenador: Luiz Bozzano (2014)

- Melhor Divulgação: Luiz Bozzano (2016)

#### Mister Regional
- Mister Sul: 
  -  (2008) Thor Schmidt
  -  (2013) Diego Novicki
  -  (2014) Diogo Bernardes
  -  (2016) Leonardo Silva
  -  (2018) Danthy Meireles
  -  (2019) Luan Antonelli
  -  (2022) Alisson de Liz

#### Prêmios Especiais
- Melhor Rosto Beleza La Renovence: Alisson de Liz (2022)
- Melhor Pele Drº Manuel Barrios: Luan Olescowc (2020)
- Mister Personalidade: Thor Schmidt (2008)
- Mister Pageant Cafe Brasil: Thor Schmidt (2008)
- Mister Health & Fitness: Diogo Bernardes (2014)
- Melhor em Entrevista: Leonardo Silva (2016)
- Melhor em Moda Praia: Leonardo Silva (2016) e Danthy Meirelles (2018)
- Melhor em Moda Noite: Allan Lanfredi (2015)

#### Etapas Classificatórias
- Beach Hunk: Diogo Bernardes (2014) e Allan Lanfredi (2015)
- Beleza Pelo Bem: Luan Antonelli (2019)
- Mister Popularidade: Bruno Faria (2010), Allan Lanfredi (2015) e Diogo Farias (2017)
- Mister Talento: Diego Novicki (2013)
- Mister Esportes: Allan Lanfredi (2015)
- (5º. Lugar) Top Model: Leonardo Silva (2016)